# Vaux-en-Vermandois
 Vaux-en-Vermandois  là một xã ở tỉnh Aisne, vùng Hauts-de-France thuộc miền bắc nước Pháp.